# Shusuke Yonehara
Shusuke Yonehara (米原 秀亮 Yonehara Shusuke?), född 20 april 1998 i Kumamoto prefektur, är en japansk fotbollsspelare.
Yonehara började sin karriär 2015 i Roasso Kumamoto. 2019 flyttade han till Matsumoto Yamaga FC.